# Gustaf Ulfsson (Sparre av Hjulsta och Ängsö)
Gustaf Ulfsson (Sparre av Hjulsta och Ängsö), född på 1400-talet, död mellan 1471–1475, var ett svenskt riksråd.

## Biografi
Gustaf Ulfsson (Sparre av Hjulsta och Ängsö) var från 1435 till 1471 riksråd. Han avled mellan 1471–1475.

### Egendom
Han var bosatt på Värhulta i Västermo socken. Gustaf Ulfsson ägde jord i Bälinge härad i Uppland..

### Familj
Gustaf Ulfsson var från 1435 gift med Kirstin Folkadotter (Rossviksätten), dotter till häradshövdingen Folke Folkesson (Rossviksätten) och Holmfrid Johansdotter (Almöätten).